# 이연주 (시인)
이연주(1953년 ~ 1992년)는 대한민국의 시인이다.

## 생애
1953년 전북 군산에서 태어났다. 등단을 그의 나이 마흔이 다 된 1991년에 했으니 때늦은 감이 있기는 했으나 등단한 해에 첫 시집을 내어 앞날이 촉망되는 신인이었다.

## 작품 활동
1991년 《작가세계》 가을호에 〈가족사진〉 외 아홉 편의 시 작품을 발표하면서 등단했다. 바로 그 해 10월 10일 첫 시집 《매음녀가 있는 밤의 시장》(세계사, 1991)을 펴냈다. 작고 후에 《속죄양, 유다》(세계사, 1993)가 출판되었다.

## 평가
- 첫 시집 《매음녀가 있는 밤의 시장》(세계사, 1991)의 해설을 쓴 임태우는 그녀의 시를 펼쳐들면 <썩은 피>와 <고름>이 주르르 흘러내리며 시편들의 곳곳에서 <살점이 튀>고 행간에서는 <시체 썩는 냄새>가 진동을 한다면서 이연주의 시학을 ‘위악의 시학’이라 이름지었다.
- 유작 시집 《속죄양, 유다》(세계사, 1993)의 해설을 쓴 이경호는 이연주의 시들을 읽어내는 일은 고통스럽다면서 그녀의 시를 ‘부패한 삶의 굴헝에서 벗어나는 절망의 노래’라 평했다.
- 정효구는 이연주가 존재와 세계가 갖고 있는 치부와 어둠을 인식하고 직시하는 일에 그의 에너지를 모두 빼앗긴 사람처럼 보인다고 했다. 존재와 세계의 심연 속에 똬리를 틀고 앉아 있는 이런 괴물들을 보고, 한시도 그것으로부터 눈을 돌릴 수가 없어, 그것들은 마치 유혹하는 악마와도 같아서, 이연주는 시선을 놓지 못했던 것이라고 했다. 다시 말하면 일단 그것들의 어두운 그림자를 보기 시작한 이연주는 그 실체를 끝까지 추적하고 고발하지 않고는 배길 수 없어 죽음을 선택할 수밖에 없었다는 것이다.[1]
- 이승하는 이연주의 시에 나오는 “그 어떤 사랑도 부정적 이미지, 비극적 이미지 아닌 것이 없다. 추위·치욕·무덤·치사량·주검·최후·파괴·미침(狂)·저주·증오·칼·죽음 등과 함께 나타나는 <사랑>은 이미 사랑이 아니다. 이것은 사랑이 없는 세계에 대한 시인의 비극적 인식 때문만은 아니다. 사랑마저도 빼앗아가고 파괴하는 세계에 대한 깊은 증오심이 이런 극단적인 구절을 쓰게 한 것이다. 아울러 나를 사랑하는 사랑하는 사람이 없는 세계, 내가 사랑할 대상이 없는 세계에 대한 절망감이 이런 표현을 낳게 한 것이다.”하고  말했다.[2]
- 김승희는 이연주의 시〈흰 백합꽃〉을 해석하면서 그것이 순결하고 어린 여성 육체의 상징이며, 시인이 여성 육체가 자본주의의 시장에서 한낱 푸줏간에 걸린 살코기와도 같은 물질임을 여러 차례 노래한 적이 있으며, 어리디어린 흰 백합꽃이 늙은 독재자의 동첩(童妾)이거나 덤핑 약초로 팔려나가는 그 시장 앞에서 시인의 순결한 영혼이 울고 서 있고, 자본주의가 모든 것을 화류계화시키는 이 부패도시의 암거래의 담론을 받아들이기를 끝끝내 거절했다고 말했다. 즉, 현대 자본주의 사회에 만연된 섹슈얼리티/정신성, 물질/영혼 사이의 깊은 분리에 대해 온몸을 던져 항거했다고 평했다.[3]
- 이재복은 이연주의 피고름 흘리는 몸이 속죄양, 유다의 회한을 닮아있다고 보았다. 문화적 사건으로 주목 받는 기형도나 진이정의 죽음에 비해 그녀의 죽음이 제대로 존재 가치를 인정받지 못하는 문학 현실을 비판하면서 그녀가 자기연민이나 감상적인 여지를 두지 않은 채 절망의 굴헝에서 죽음의 살풍경을 노래하고 있다는 점을 주목하여, 그녀의 시가 기형도나 진이정의 시보다 죽음을 온몸으로 극단까지 밀고 나간 것이므로 그들의 시보다 더 값진 무엇인가를 가지고 있다고 평했다.[4]
- 김정란은 이연주의 독창성이 그녀가 여성적 소외의 극한점으로 존재하는 매음녀들의 조건이 도시로 대표되는 자본주의적/가부장적 문명의 숨겨진 잔인한 얼굴이라는 것을 파악했다는 점에 있으며 기지촌의 여성들의 육체로부터 말을 끌어내어, 말의 빛으로 그녀들을 구원하고 싶어했던 것이라고 말했다.[5]
- 신정남은 이연주의 시세계가 현실에서 여성이 인간답게 살 수 있는 삶의 지향을 궁극적 목표로 하는 페미니즘 문학의 구체적이고 실천적인 한 형태라고 그 의의를 부여했다.[6]